# Arsène Lupin (película de 2004)
Arsène Lupin (Boogeyman) es una película dirigida por Jean-Paul Salomé en 2004, y protagonizada por Romain Duris, Kristin Scott Thomas, Mathieu Carrière, Pascal Greggory, Robin Renucci, Eva Green.
El director francés Jean-Paul Salomé (La máscara del faraón) adapta para el cine el paso a la madurez de Arsène Lupin, un personaje de ficción creado por Maurice Leblanc. La saga de dicho personaje consta de diecinueve novelas entre las que destaca La comtesse de Cagliostro, fuente de esta película: un thriller de época donde el popular ladrón cobra vida con todas sus consecuencias. El encargado de interpretar a Lupin es el francés Romain Duris (Una casa de locos), junto a la actriz inglesa Kristin Scott Thomas (El paciente inglés) y Pascal Greggory (Juana de Arco).

## Sinopsis
El joven huérfano Arsène Lupin crece recordando un consejo de su padre, el ladrón Théophraste Lupin: distraer la atención es la clave para seguir adelante en su oficio. Una máxima que aplicará hasta sus últimas consecuencias como ladrón "escalador". Sin embargo por su juventud, le faltan la paciencia y el autocontrol necesarios para ser un grande del oficio. Pero un día conocerá a la condesa de Cagliostro, quien le arrastrará en su búsqueda del tesoro de los Reyes de Francia y pondrá a prueba sus principios y su voluntad, haciéndole entrar de golpe en la madurez.